# Stazione di Cannole
Stazione di Cannole vasútállomás Olaszországban, Puglia régióban, Cannole településen.

## Vasútvonalak
Az állomást az alábbi vasútvonalak érintik:
- Maglie–Otranto-vasútvonal

## Kapcsolódó állomások
A vasútállomáshoz az alábbi állomások vannak a legközelebb: 
- Stazione di Giurdignano